# Uhelj

Uhelj (latinsko auricula) je vidni del ušesa, ki se nahaja izven lobanje. Njegov namen je zbiranje slušnih dražljajev, ki jih potem ojača.

## Anatomija
Zgornji in zadajšnji rob uhlja se imenuje heliks (helix), polkrožna izboklina uhlja, vzporedna z njegovim robom pa antheliks (anthelix). Scapha je čolničast žleb na uhlju, ki ga omejujeta heliks in antheliks. Spodnji mehki del uhlja, v katerem ni hrustanca in ga tvori s kožo pokrito vezivo in maščevje, je ušesna mečica (lobulus auriculae). Tragus je hrustančna izboklina na sprednji strani vhoda v sluhovod, antitragus pa izboklina na uhlju tik pod in za vhodom v sluhovod.  Vdolbinica na uhlju, v katero se odpira sluhovod, omejena spredaj (anteriorno) s tragusom, zadaj (posteriorno) z antiheliksom, se imenuje uhljeva školjka (concha auriculae).

## Razvoj
Uhelj se razvije iz šestih gričkov, zgostitev embrionalnega tkiva, ki obdajajo prvo žrelno brazdo v 6. tednu zarodka, na bazi vratu. Trije grički ležijo v prvem, trije pa v drugem žrelnem loku. Medtem, ko uhelj
raste, se zmanjšuje prvi žrelni lok. Ko se razvije spodnja čeljustnica, se uhelj pomakne navzgor v svojo končno lego ob strani glave. Ušesna mečica se razvije zadnja. Uhelj nadaljuje rast do pubertete.